# Steel Construction
Steel Construction (Untertitel: Design and Research) wurde im Herbst 2008 auf Initiative von Karl-Eugen Kurrer vom Verlag Ernst & Sohn gegründet. In der vierteljährlich in Englisch erscheinenden Zeitschrift werden Aufsätze und Berichte aus folgenden Gebieten veröffentlicht: Planung und Ausführung von Bauten, Berechnungs- und Bemessungsverfahren, Versuchswesen sowie Forschungsvorhaben und -ergebnisse, Verbundbau, Stahlhoch- und Stahlbrückenbau, Seil- und Membranbau, Konstruktiver Glasbau, Mast- und Turmbau, Behälter-, Kran- und  Stahlwasserbau, Brandschutz und Metallleichtbau. Dabei reflektiert die Zeitschrift die genannten Fachgebiete aus ganzheitlicher Perspektive und verbindet somit im Interesse des ressourcenschonenden Bauens den Stahlbau mit anderen Bauarten wie dem Beton-, Glas-, Seil- und Membranbau zum systemintegrierten Stahlbau.
Die Aufsatzmanuskripte werden von mindestens zwei unabhängigen Fachleuten begutachtet (Peer reviewed journal); die Zeitschrift ist in Scopus von Elsevier gelistet. 2020 erreichte der CiteScore 1,9.
Zu dem von Luís A. P. Simões da Silva (Universität Coimbra, Portugal) geleiteten Editorial Board gehören Véronique Dehan (ECCS, Brussels) sowie Olivier Vassart (ArcelorMittal, Luxemburg) und Milan Veljkovic (TU Delft, Niederlande). Von 2008 bis Anfang 2018 war Karl-Eugen Kurrer Chefredakteur von Steel Construction, ihm folgte ab 1. Juli 2018 Bernhard Hauke.

## Nachweise
1. ↑  ECCS. Abgerufen am 9. November 2021 (amerikanisches Englisch).
2. ↑  The European Convention for Constructional Steelwork